# Open Location Code
El Open Location Code (OLC) (Código de Ubicación Abierto, en español) es un sistema de geocodificación para identificar un área en cualquier lugar de la Tierra. Fue desarrollado en la oficina de ingeniería de Google en Zúrich  y se publicó a finales de octubre de 2014. Los códigos de ubicación abiertos también se denominan códigos plus. 
El Código de Ubicación Abierto es una forma de codificar la ubicación en un formato mucho más fácil de usar que mostrando coordenadas en la latitud y longitud. Está diseñado para ser usado como dirección de calles, y puede ser especialmente útil en lugares donde no hay un sistema formal para identificar edificios, como nombres de calles, números de casa y códigos postales.
Los Códigos de Ubicación Abiertos se derivan de las coordenadas de latitud y longitud, por lo que ya existen en todas partes. Son similares en longitud a un número de teléfono, como por ejemplo 849VCWC8+R9, pero a menudo se pueden acortar a sólo cuatro o seis caracteres cuando se combinan con una localidad (CWC8+R9, Mountain View). Las ubicaciones cercanas entre sí tienen códigos similares. Pueden ser codificados o decodificados de forma offline. El conjunto de caracteres evita caracteres similares, para reducir la confusión y los errores, y elimina vocales para hacer poco probable que en un código aparecan palabras existentes. El Open Location Code no distingue entre mayúsculas y minúsculas, por lo que se puede intercambiar fácilmente por teléfono.
Desde agosto de 2015, Google Maps soporta códigos Plus en su motor de búsqueda. El algoritmo está licenciado bajo la licencia 2.0 de Apache y está disponible en GitHub.

## Especificación
El sistema Open Location Code se basa en latitudes y longitudes en coordenadas WGS84. Cada código describe una zona delimitada entre dos paralelos y dos meridianos de una retícula fija, identificados por la esquina suroeste y su tamaño. 
La cuadrícula más grande tiene bloques de 20 por 20 grados (9 filas y 18 columnas), y se va subdividiendo en una cuadrícula de 20 bloques por 20 bloques hasta un máximo de cuatro veces. A partir de ese nivel, la división se realiza en 5 por 4 subbloques. La siguiente tabla muestra los distintos tamaños de bloques en su máximo cerca del ecuador. El ancho del bloque va disminuyendo conforme se aleja la distancia desde el ecuador.
| Longitud del código        | 2       | 4      | 6          | 8            | + | 10                | 11    | 12     |
| Tamaño del bloque          | 20°     | 1°     | 0.05° (3') | 0.0025° (9") |   | 0.000125° (0.45") |       |        |
| Multiplicador              | 1       | 1÷20   | 1÷202      | 1÷203        |   | 1÷204             |       |        |
| Tamaño aproximado del lado | 2200 km | 110 km | 5.5 km     | 275 m        |   | 14 m              | 3.5 m | ~0,7 m |

La cuadrícula completa utiliza las desviaciones del Polo Sur (-90°) y el antimeridiano (-180°) expresadas en la representación de base 20. Para evitar deletrear posibles palabras o malinterpretar el código resultante, la codificación excluye vocales y símbolos que pueden confundirse fácilmente entre sí. La siguiente tabla muestra la correlación.
| Número en base 20 | 0 | 1 | 2 | 3 | 4 | 5 | 6 | 7 | 8 | 9 | 10 | 11 | 12 | 13 | 14 | 15 | 16 | 17 | 18 | 19 |
| Carácter asignado | 2 | 3 | 4 | 5 | 6 | 7 | 8 | 9 | C | F | G  | H  | J  | M  | P  | Q  | R  | V  | W  | X  |

El código parte de un conjunto de hasta cinco pares de caracteres, cada uno de los cuales consiste en un carácter que representa latitud y otro que representa longitud. Los bloques más grandes tienen sólo dos caracteres. Después de 4 pares de caracteres se inserta un signo más "+" en el código como señal de reconocimiento del código y se puede añadir un bloque adicional de 2 o 3 caracteres. Después de 10 caracteres en cada subdivisión, los subbloques se codifican con un único carácter del siguiente modo:
|           | Longitud → | Longitud → | Longitud → | Longitud → |
| --------- | ---------- | ---------- | ---------- | ---------- |
| Latitud → | R          | V          | W          | X          |
| Latitud → | J          | M          | P          | Q          |
| Latitud → | C          | F          | G          | H          |
| Latitud → | 6          | 7          | 8          | 9          |
| Latitud → | 2          | 3          | 4          | 5          |

## Ejemplo
Ubicación de la torre de la Sacra Capilla del Salvador en la Plaza Vázquez de Molina de Úbeda, declarada Patrimonio de la Humanidad el 3 de julio de 2003:
```
8C
       : 
8C000000+
 : Indicación de un rectángulo de 20° de altura, que incluye la mayor parte de la peninsula ibérica.

8CCR
     : 
8CCR0000+
 : Indicación de un rectángulo de 1° de altura, cuya esquina noroeste está sobre Ciudad Real y que incluye Úbeda, Linares, Baeza.

8CCR2J
   : 
8CCR2J00+
 : Limitación a la ciudad de Úbeda con una precisión de 0,05° = 5,5 km.
```

```
8CCR2J5M+59
: Límites a 14 m, también puede indicarse como 
2J5M+59, Úbeda, España

8CCR2J5M+593
: Cuadrado de aproximadamente de 3,5 m de lado
```

Comparando los Códigos de Ubicación Abiertos con las coordenadas geográficas de Latitud y Longitud en notación convencional: 38°00'28.4"N 3°21'59.7"W, o también 38.0079042,-3.3673779 y otras combinaciones posibles, esta notación es más fácil de recordar.
Los Códigos de Ubicación Abiertos puede ayudar a determinar las casas cuando faltan mapas de calles: La especificación 9F28 significa Colonia/Düsseldorfer Raum, 9F28WX para el distrito y R4+FWR para el número de la casa. Aquí es donde el Códigos de Ubicación Abiertos se diferencia de otros sistemas de referenciación como en MapCode, donde la similitud de los códigos no permite deducir la proximidad espacial.